# Jarl Priel
|  | Per a altres significats, vegeu «Priel». |

Jarl Priel és el pseudònim de l'escriptor bretó Charles Joseph Tremel (Plouguiel, 1885 - Marsella, 1965). Fou actor de teatre, alumne i deixeble del director Charles Dullin, i va escriure algunes peces de teatre en francès i en bretó.
D'antuvi va escriure en francès alguns contes i novel·les a les revistes literàries de l'època Le Mercure de France, Candide, Gringoire, així com nombroses traduccions del rus de Vladimir Nabokov ("Lolita") i Nikolai Gógol ("Taras Boulba"). El 1942, a l'edat de 57 anys, començà a escriure en bretó la peça An dakenn dour (La gota d'aigua), per al Bleun Brug de Tréguier, i entre 1959 i 1950 va compondre Tri devezhour evit an eost (Tres jornalers per la collita) i Ar spontailh (L'Espantall). També és autor dels llibres de memòries Va zammig Buhez, Va Buhez e Rusia i Amañ hag Ahont.

## Obres
- Les arts et la musique en Russie soviétique, a Les Marges tome XXIX, N° 117 - 21e année. Paris, Librairie de France, 15 de març de 1924
- L'affaire Bombille, a Les Œuvres libres N° 66. París, Arthème Fayard, octubre de 1926
- Cincinnatus au Pays des Soviets, a Les Œuvres libres N° 74. París, Arthème Fayard, juny de 1927
- Barbe-Rouge, a Les Œuvres libres N° 133. Paris, Arthème Fayard, juliol de 1932
- Le trois-mâts errant. Paris, Les Éditions des Portiques, 1931. 252 pàgines
- C'hoariva brezhonek - Pemp pezh-c'hoari berr. Brest, Skridou Breizh, 1944. In-12, 146 pàginess. Recull de cinc peces de teatre escrites per Langleiz, Yann-Vari Perrot, Jarl Priel, Roparz Hemon & Henri Ghéon (An div zremm - E-tal ar poull - An dakenn dour - Fostus an Doktor Daonet - Torfed ar frer Juniper)
- Vie d'Erasme, a L'éloge de la folie. Paris, à l'enseigne du pot cassé, 1946
- Ar spontailh - Pezh-c'hoari e tri arvest gant teir skeudenn. Ed. Al Liamm - Tir Na N-Og, 1950. In-8, 167 pàgines.
- Va Buhez e Rusia. Ed. Al Liamm, 1955
- Amañ hag Ahont. Ed. Al Liamm, 1957
- An Teirgwern Pembroke. Ed. Al Liamm, 1959
- Va zammig buhez. Ed. Al Liamm, 1975. In-12, 193 pàgines.
- Tri devezhour evit an eost. Ed. Al Liamm